# Tautavel
Tautavel är en kommun i departementet Pyrénées-Orientales i regionen Occitanien i södra Frankrike. Kommunen ligger i kantonen Latour-de-France som tillhör arrondissementet Perpignan. År 2022 hade Tautavel 911 invånare.

## Befolkningsutveckling
Antalet invånare i kommunen Tautavel
| Referens: INSEE |